# 湖北霍氏虫
湖北霍氏虫（学名：Hoferellus hupehensis）为碘泡科霍氏虫属的动物。在中国，分布于湖北等，营寄生生活，寄生在鲫的膀胱。
其种加词“hupehensis”意为“湖北的”。